# John M. Wood
John M. Wood (* 17. November 1813 in Minisink, Orange County, New York; † 24. Dezember 1864 in Boston, Massachusetts) war ein US-amerikanischer Politiker. Zwischen 1855 und 1859 vertrat er den Bundesstaat Maine im US-Repräsentantenhaus.

## Werdegang
John Wood besuchte die öffentlichen Schulen seiner Heimat und wurde danach im Eisenbahnbau in New Jersey tätig. Im Jahr 1846 zog er nach Portland in Maine. Auch dort arbeitete er im Eisenbahngeschäft. Außerdem stieg er in die Bankenbranche und das Zeitungsgeschäft ein. Zwischen 1853 und 1857 gab er die Zeitung „Portland Daily Advertiser“ heraus. Von 1852 bis 1853 war er Abgeordneter im Repräsentantenhaus von Maine.
Politisch schloss sich Wood der 1854 gegründeten Republikanischen Partei an. Im selben Jahr wurde er als deren Kandidat im ersten Wahlbezirk von Maine in das US-Repräsentantenhaus in Washington, D.C. gewählt. Dort trat er am 4. März 1855 die Nachfolge des Demokraten Moses Macdonald an. Damit war Wood einer der ersten Republikaner im Kongress. Nach einer Wiederwahl im Jahr 1856 konnte er dort bis zum 3. März 1859 zwei Legislaturperioden absolvieren. Diese waren von den Diskussionen und Ereignissen im Vorfeld des Bürgerkrieges überschattet.
Nach seiner Zeit im US-Repräsentantenhaus arbeitete Wood wieder im Eisenbahngeschäft. Er war am Bau der Verbindung zwischen Woonsocket in Rhode Island und New Haven (Connecticut) beteiligt. John Wood starb während eines Besuchs am 24. Dezember 1864 in Boston.